# Hornosvirská vodní elektrárna
Hornosvirská vodní elektrárna (rusky Верхне-Свирская ГЭС) je vodní dílo na řece Svir v Rusku. Byla postavena jako poslední vodní elektrárna podle plánu GOELRO. Pro svůj historický význam byla vyhlášena jako národní technická památka.

## Všeobecné informace
Řeka Svir spojuje Oněžské a Ladožské jezero a v historii Ruska hrála vždy významnou roli jako dopravní cesta. Překážkou lodní dopravě však byly i peřeje na jejím toku, které po napuštění Hornosvirské přehradní nádrže zmizely pod její hladinou. Vzedmutím hladiny řeky se zvýšila i hladina Oněžského jezera, a tak turbíny elektrárny získaly pro potřebu regulace obrovský užitečný objem.
Vodní dílo se skládá z hluché sypané hráze o délce 350 m a návodní hráze s celkovou délkou 313 m, jejíž součástí je betonová přelivová hráz třemi přelivovými poli o délce 111 m. Součástí Volžsko-baltské vodní cesty je jednocestné jednokomorové zdymadlo o šířce 21,5 a délce 290 m. Ve strojovně elektrárny pracují na spádu 14 m čtyři Kaplanovy turbíny o výkonu 4 x 40 MW. Dlouhodobá roční výroba se pohybuje kolem hodnoty 550 milionů kWh.

## Historie vodního díla
V prosinci roku 1920 byl na 8. Všeruském sjezdu sovětů schválen plán elektrifikace Ruska GOELRO, který ve své části pro severozápadní oblast země stanovil výstavbu dvou tepelných elektráren na rašelinu, jednu vodní elektrárnu na řece Volchov a dvě elektrárny na řece Svir. Na nižším úseku řeky o spádu 10 m a výkonu 100 MW a na vyšším stupni o spádu 14 m a výkonu 160 MW. Volchovská elektrárna byla zprovozněna v prosinci 1926, nižší stupeň na Sviru v roce 1933. Hlavním problémem při výstavbě Volchovské elektrárny byly devizové prostředky pro technologické vybavení. Nižněsvirská elektrárna pracovala již se stroji sovětské konstrukce, vyrobené v Leningradu, musela však získat zkušenosti s výstavbou na měkkém podloží stejně jako první zkušenosti z přehrazení řeky navážkou z nákladních automobilů. Poslední vodní dílo z leningradského plánu GOELRO mělo všechny předpoklady pro bezproblémovou a rychlou výstavbu. Koncem třicátých let se však začala projevovat jistá roztříštěnost v prioritách výstavby vodních děl. První významné projekty vodní energetiky se objevovaly ve vztahu k tehdejšímu hlavnímu městu Petrohradu a z tohoto města pocházela i většina odborníků. Ředitel komise pro plán GOELRO Gleb Křižanovskij podporoval projekty na velká díla na Volze a nové hlavní město Moskva se tak od začátku budování sovětské hydroenergetiky ocitlo v pozadí. Proto se priority budování vodních děl obrátily ve druhé polovině třicátých let směrem k horní Volze a k Moskevskému kanálu. Začátek stavebních prací na horním stupni na řece Svir je tak datován až rokem 1938. V létě 1941 byla suchá jáma připravena pro položení prvního kubíku. Rychlý postup finských vojsk, které se zastavily až na břehu řeky Svir, se stal pro staveniště Hornosvirské elektrárny, stejně jako pro Dolnosvirské vodní dílo, osudným a suchá jáma byla zaplavena. Po válce se nejdříve zprovoznila Dolnosvirské elektrárna a po jejím opětovném uvedení do provozu v roce 1947 začala obnova prací na horním stupni. První agregát byl zabudován v roce 1951 a v únoru 1952 dodal do sítě první proud. V září 1952 všechny čtyři agregáty pracovaly při plném výkonu.

Kromě dodávky energie mělo dostavení vodního díla význam také jako účinná složka Mariinské vodní cesty, spojující Balt s Volhou. Cesta zdymadlem umožnila bezproblémové překonání peřejí, které zmizely pod hladinou přehradní nádrže. Od roku 1964 je součástí Volžsko-baltské vodní cesty.

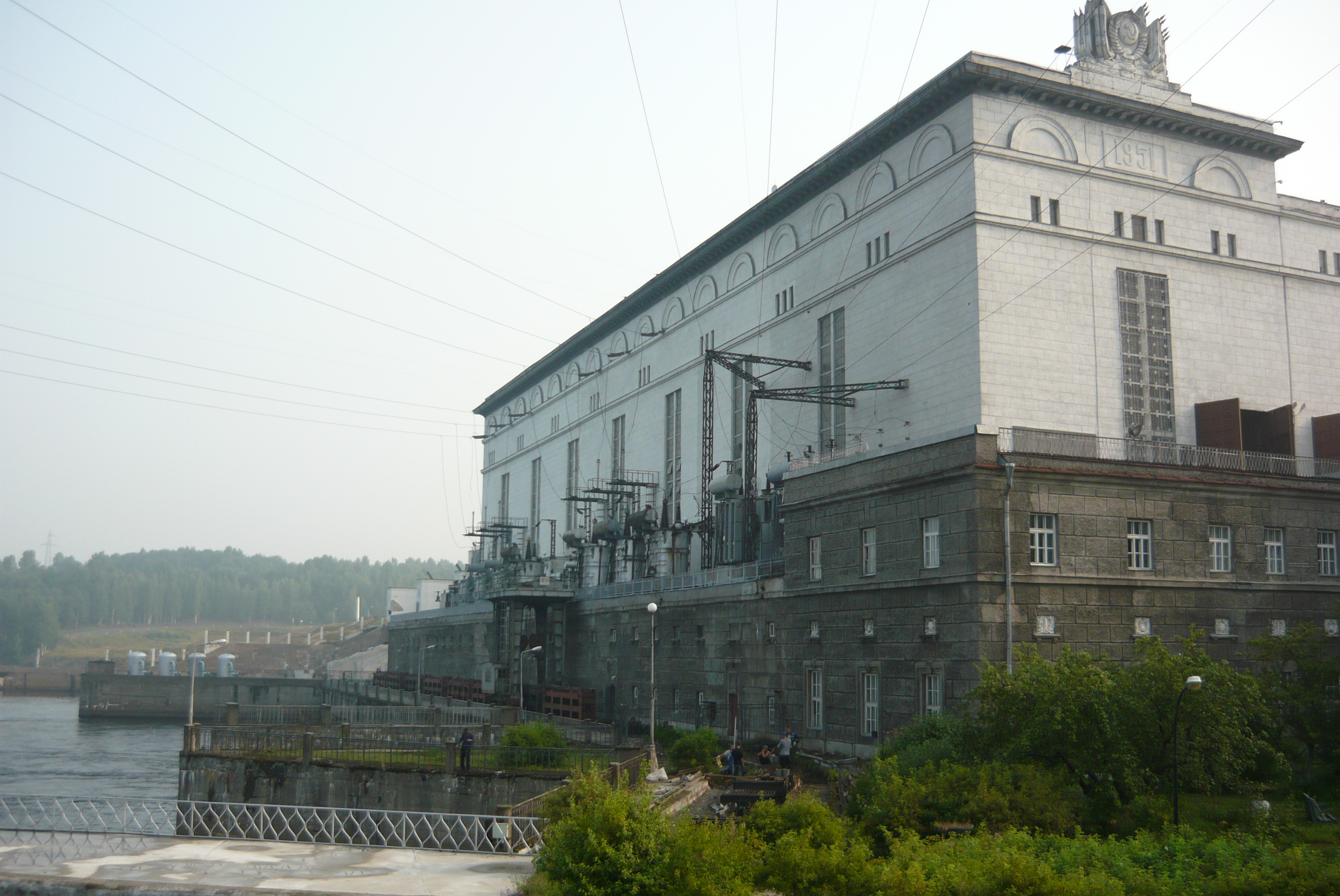
Budova elektrárny
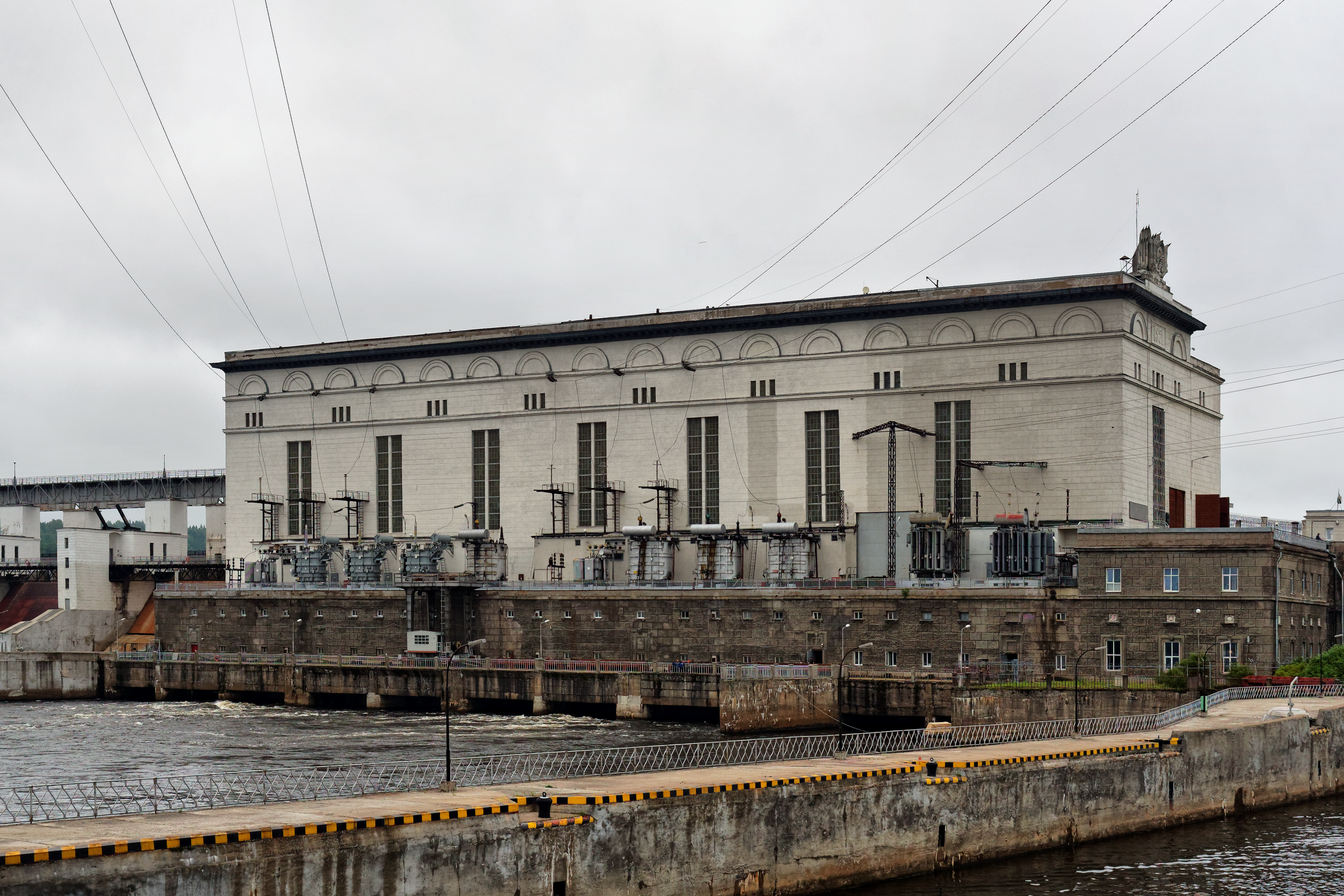
Pohled přes bok propustného systému
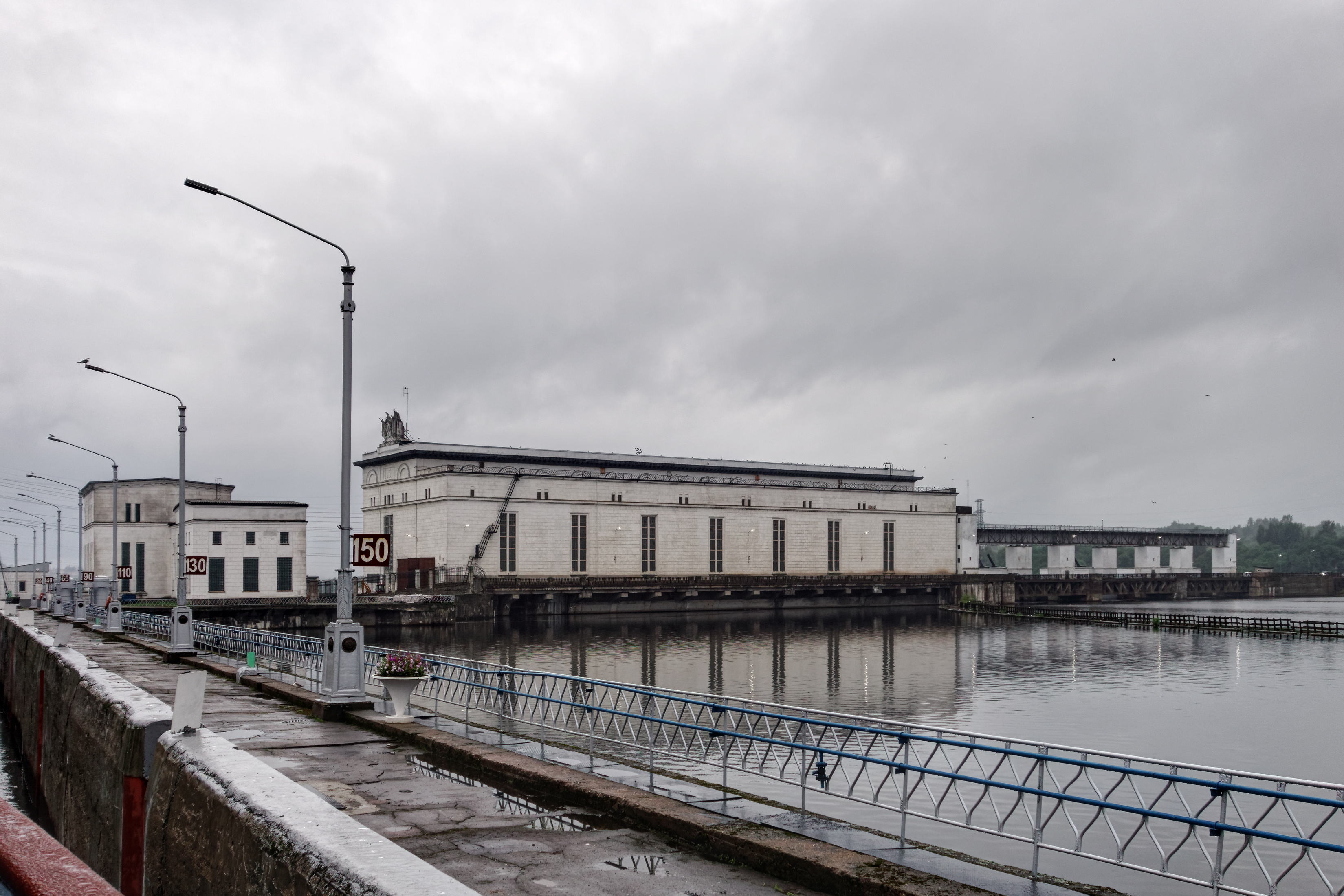
Návodní strana
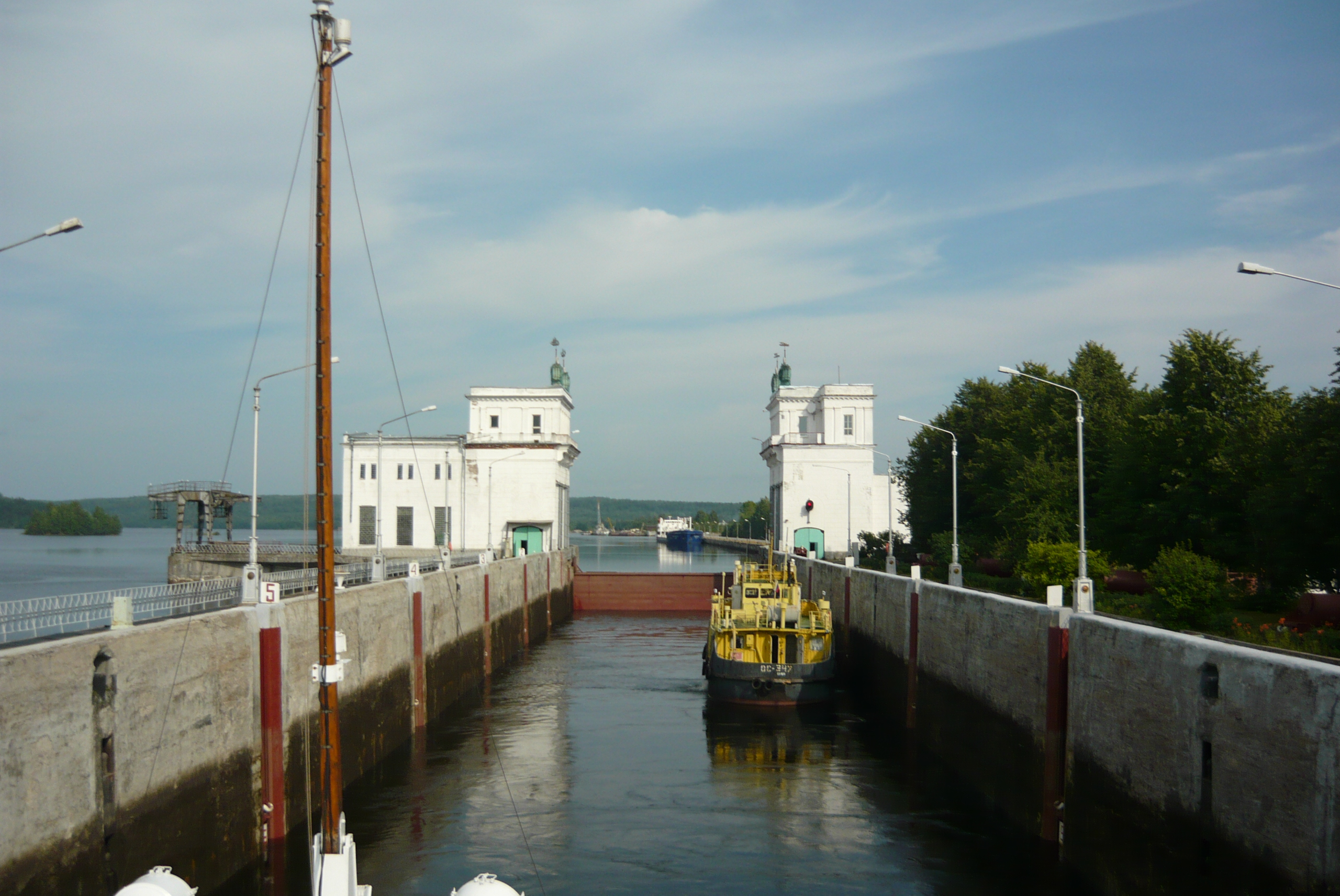
Vodní cesta proti proudu
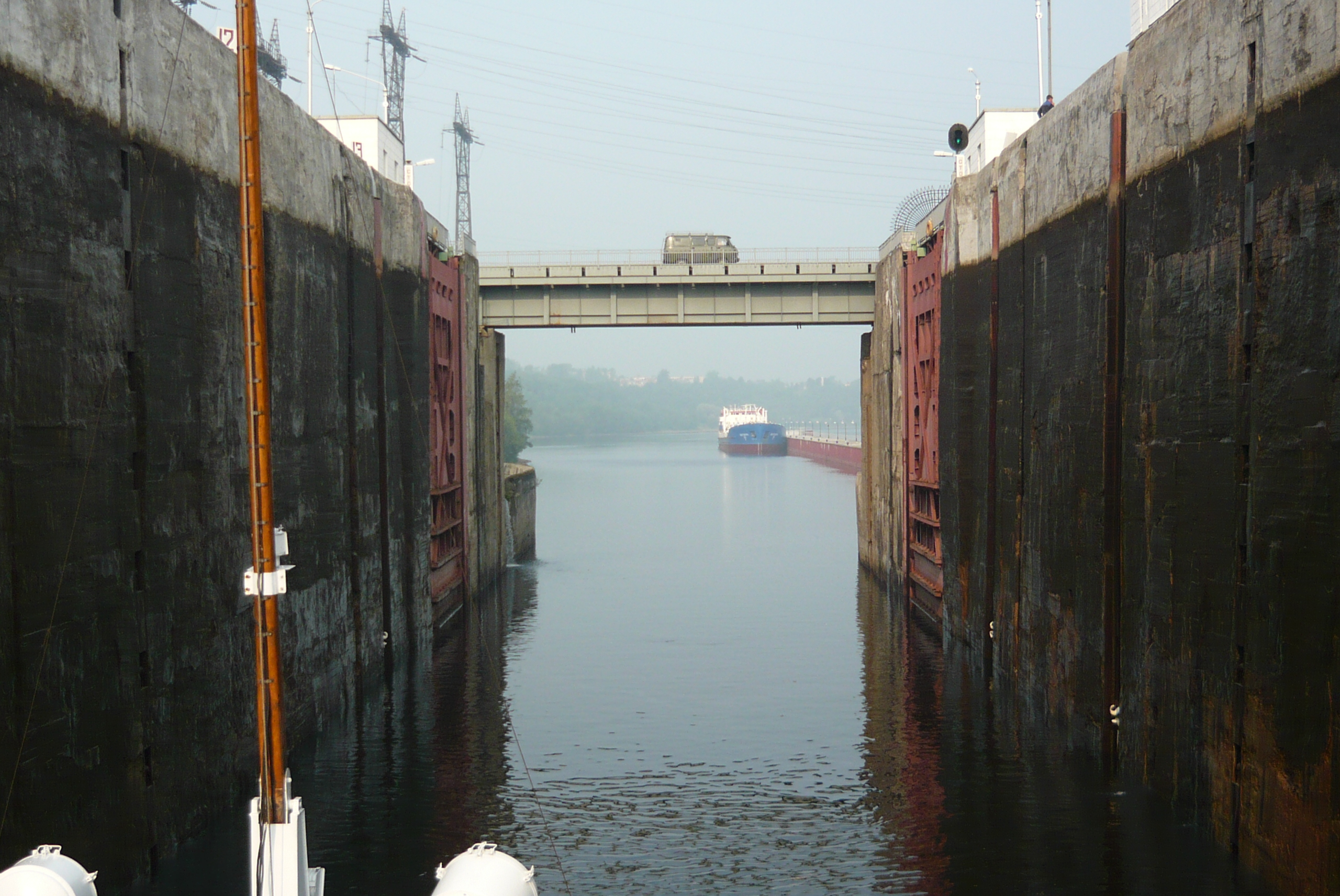
Vodní cesta po proudu
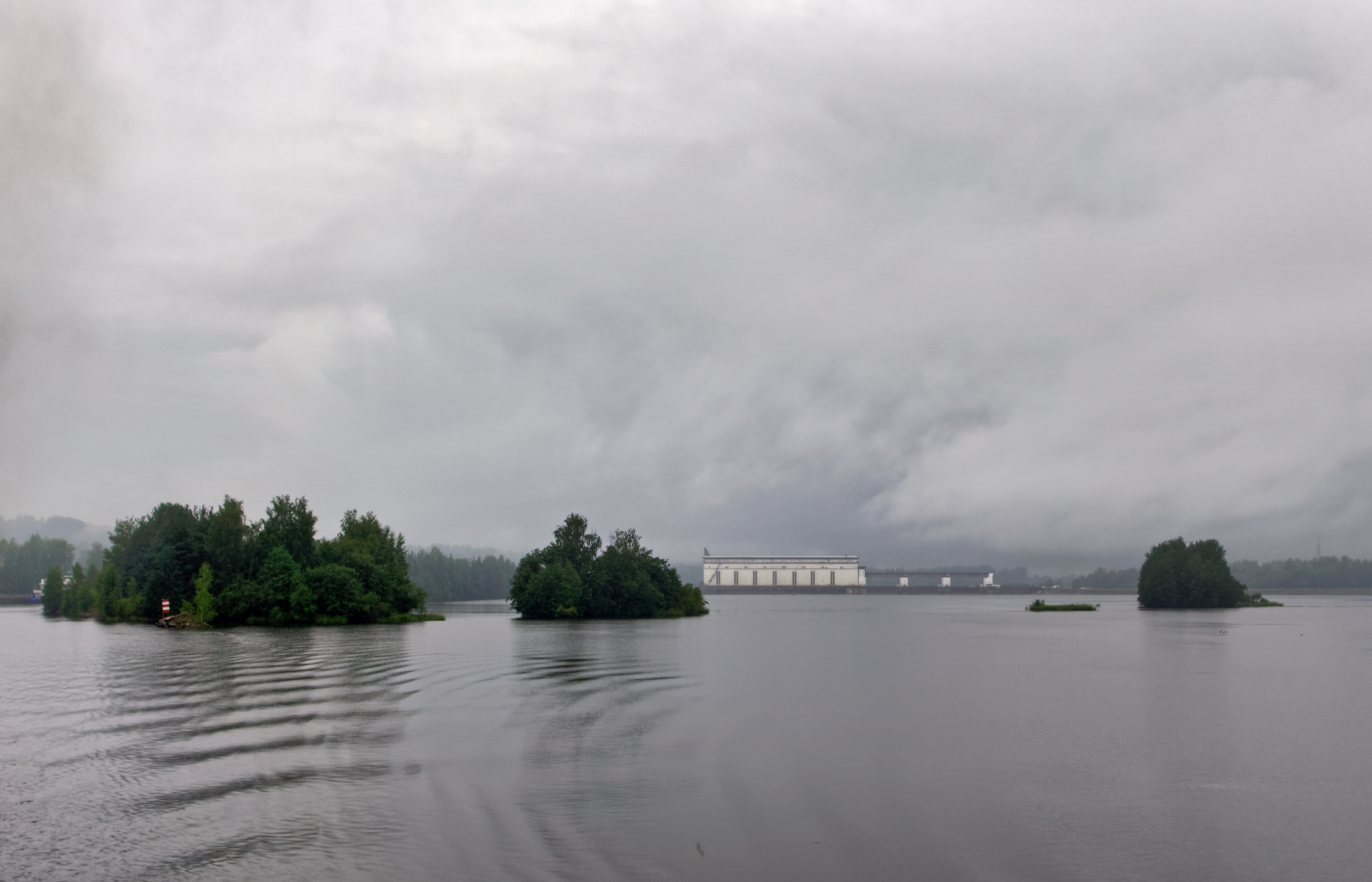
Ostrovy nad přehradou se tyčily nad peřejemi